# Mercuurwaterjuffer
De mercuurwaterjuffer (Coenagrion mercuriale) is een libellensoort uit de familie van de waterjuffers (Coenagrionidae), onderorde juffers (Zygoptera). De wetenschappelijke naam van de soort werd in 1840 als Agrion mercuriale gepubliceerd door Toussaint von Charpentier.
De soort komt voor in de westelijke helft van Europa en de Maghreb. In Nederland was de soort sinds 1950 verdwenen, maar in 2011 is er weer een kleine populatie aangetroffen in Midden-Limburg.

## Kenmerken
De mercuurwaterjuffer is tussen de 27–31 millimeter lang en hij is een kleine, compact gebouwde waterjuffer met relatief smalle schouderstrepen.
Bij de mannetjes zijn de grondkleur van achterlijf en het borststuk diepblauw. Segment twee wordt gekenmerkt door een zwarte tekening. Deze tekening is variabel van vorm, maar is meestal in de vorm van een ‘mercuriushelm’: een driehoek met daaraan twee hoorns. De figuurtjes op de segmenten 3, 4 en 5 zijn ingesnoerd en in worden in het midden gekenmerkt met een kleine spits. Deze spits beslaat ongeveer de helft van het segment. Segment 6 eveneens voor ongeveer de helft zwart. Segment 7 is een klein beetje blauw aan de basis. Segmenten 8 en 9 zijn grotendeels blauw.
De vrouwtjes hebben een bleke grondkleur: groen, geel, beige of blauw. Het achterlijfsrug is geheel donker van kleur. Het enige harde kenmerk is de vorm van de achterrand van het halsschild.

## Vliegtijd en gedrag
In Nederland en de omringende landen is de vliegtijd van eind mei tot eind juli. De meeste imago's zijn tussen de in het water staande planten te vinden en in de vegetatie langs de beek, zelden verder dan 10 meter van de waterkant. Overnachten gebeurt ook op enkele meters afstand van de beek. Eitjes worden in tandem onder de waterspiegel afgezet, in ondergedoken of in het water staande planten.
In Nederland en omringende landen overwinteren de larven meestal tweemaal. Uitsluipen gebeurt in het voorjaar, hoofdzakelijk in mei.

## Synoniemen
- Agrion fonscolombii Rambur, 1842
- Agrion hermeticum Selys, 1872
- Coenagrion castellani Roberts, 1948